# Wskaźnik aktywności tektonicznej
Wskaźnik aktywności tektonicznej – wskaźnik ilościowy charakteryzujący rzeźbę progów tektonicznych. Został stworzony w celu oceny porównawczej ruchów progów. Wyróżniamy 3 wskaźniki:

## Wskaźnikkrętości
Bezwymiarowy parametr, który jest stosunkiem długości podstawy progu {\displaystyle (L_{MF})} do długości odcinka prostego łączącego skrajne punkty progu {\displaystyle (L_{S})}
{\displaystyle W_{K}=L_{MF}/L_{S}.}
Opis tego wskaźnika zakłada, że mniejsza aktywność powoduje przewagę erozji, czyli próg jest bardziej rozcinany i zwiększa się jego krętość. Im bardziej aktywny próg, tym niższa wartość wskaźnika (poniżej 1,5).

## Wskaźnik wydłużenia zlewni
Jest to stosunek średnicy koła o powierzchni równej powierzchni zlewni {\displaystyle (A)} do maksymalnej długości zlewni. Obliczany jest dla zlewni górskich położonych na zapleczu progu tektonicznego
{\displaystyle R_{e}=2(A/\pi )^{0,5}/L.}
Interpretacją tego wskaźnika jest to, że na obszarach aktywnych tektonicznie przeważają zlewnie wydłużone {\displaystyle (R_{e}<0,5),} osłabienie aktywności powoduje łączenie się sąsiednich zlewni, co daje jej kolisty kształt.

## Wskaźnik szerokości dolin
Wskaźnik ten przedstawia się wzorem {\displaystyle V_{F}=2V_{fw}/[(E_{ld}-E_{sc})+(E_{rd}-E_{sc})],} gdzie {\displaystyle V_{fw}} – szerokość dna doliny, {\displaystyle E_{ld}} – wysokość górnego załomu na lewym zboczu, {\displaystyle E_{rd}} – wysokość górnego załomu na prawym zboczu, {\displaystyle E_{sc}} – wysokość dna doliny. Wskaźnik o niskich wartościach {\displaystyle V_{F}(<1)} charakteryzuje doliny typu jary i kaniony, które obecne są na progach o dużej aktywności tektonicznej. Płaskodenne szerokie doliny występują obszarach o małej aktywności, a wartości wskaźnika są bardzo wysokie.